# 阿莉莎·科洛伊
阿莉莎·科洛伊（英語：Alysha Koloi，2001年9月8日—），澳大利亚女子跳水运动员，2022年跳水大奖赛吉隆坡站女子3米跳板金牌得主和混合双人3米跳板银牌得主、2024年世界游泳锦标赛女子1米跳板金牌得主。